# Хревт
Хревт (також Хревть, пол. Chrewt) — селище Бещадського повіту Підкарпатського воєводства Республіки Польща, належить до ґміни Чорна. Колишнє лемківське село.

## Назва
У ході кампанії перейменування українських назв на польські село в 1977—1981 рр. називалось Пшистань (пол. Przystań).

## Історія
Перша згадка про село — 1436 р.
Згадується на початку XVI ст. в маєтностях Кмітів. До 1772 р. село знаходилося в Перемишльській землі Руського воєводства.
У 1772-1918 рр. село було у складі Австро-Угорської монархії, у провінції Королівство Галичини та Володимирії. З 1867 році село належало до Ліського повіту. У 1900 р. крім місцевих греко-католиків проживали також 85 римо-католиків — працівників тартака, які виїхали після його закриття.
На початку ХХ століття в селі було два фільварки, млин і три корчми. У 1921 році село мало 88 будинків і 596 мешканців (519 греко-католиків, 21 римо-католик, 56 юдеїв).
У 1919-1939 рр. — у складі Польщі. Село належало до Ліського повіту Львівського воєводства, у 1934-1939 рр. входило до складу ґміни Поляна. На 01.01.1939 в селі було 1180 жителів, з них 1140 українців-грекокатоликів, 20 українців-римокатоликів і 20 євреїв.
У 1940-1951 рр. село належало до Нижньо-Устрицького району Дрогобицької області, була Хревтська сільрада.
В рамках договору обміну територіями 1951 року все українське населення насильно виселене до Миколаївської області.
В 1968 році більша частина села була затоплена водою Солинського водосховища — найбільшого в Польщі. В результаті спорудження Солинської ГЕС, було затоплено й інші бойківські села.

## Церква Святої Параскеви

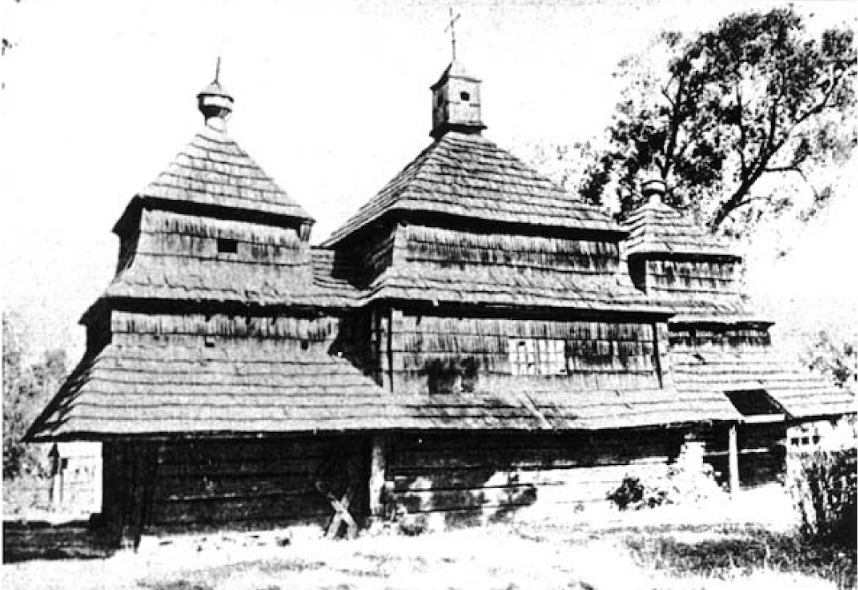
Церква cв. Параскеви;
споруджена 1670 або 1708 р., розібрана у 1956 р.

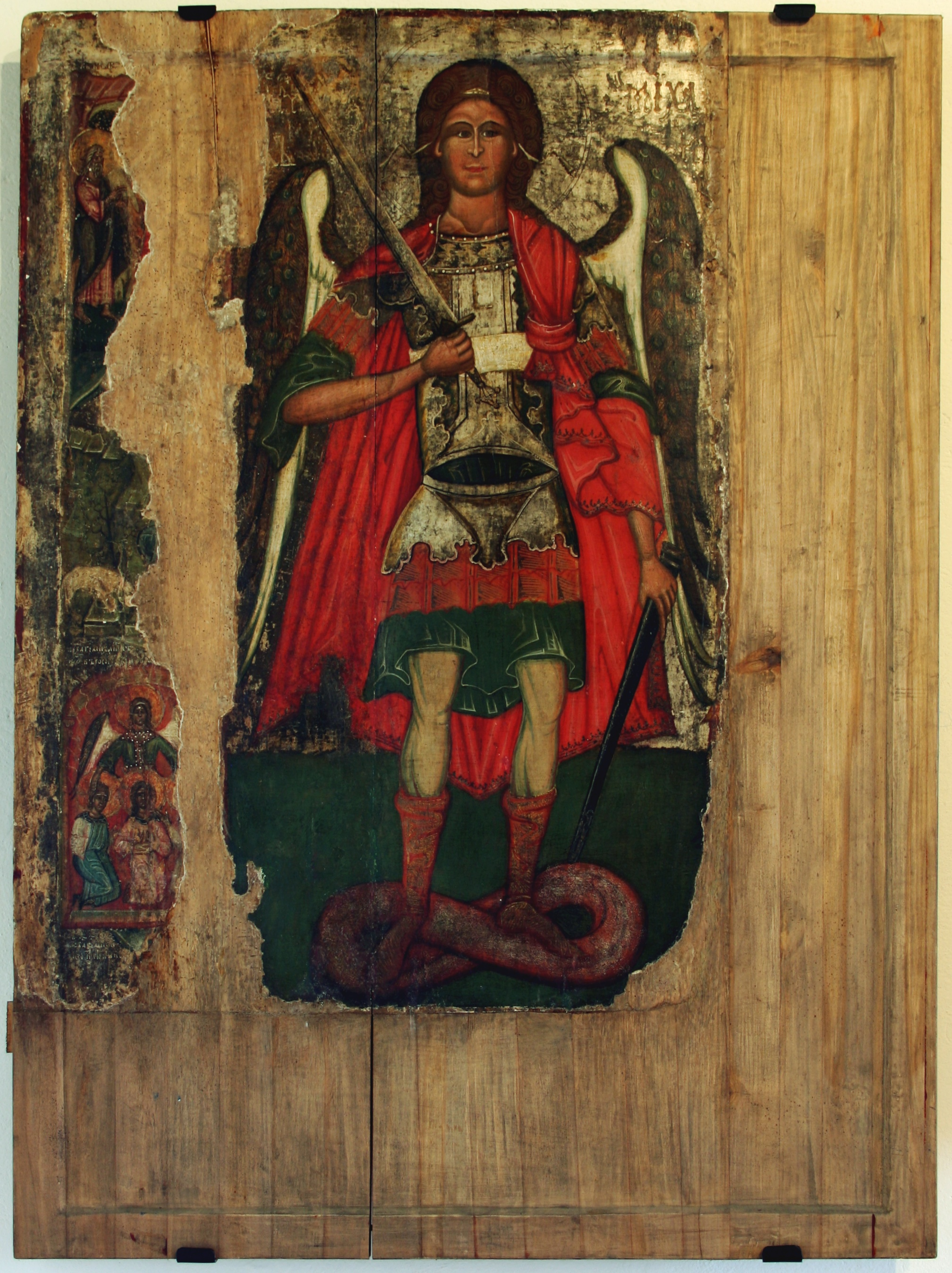
Ікона Архангела Михаїла XVI ст. з церкви Святої Параскеви

В селі була греко-католицька церква Святої Параскеви 1670 року. Була однією із найстарших, збережених до ХХ століття церков бойківського типу. У книзі М. Драгана, наводиться дата її будівництва 1708 рік. До 1918 р. у шематизмах згадується каплиця при церкві; ймовірно це була каплиця над "бабинцем", як це практикувалось у церквах XVI i XVII ст. Використовувалась до 1951 року. В 1956 розібрана перед затопленням села водосховищем.
Антимінс перемиського єпископа Івана Малаховського (1670–1691 рр.), що був виготовлений для церкви Святої Параскеви, зараз зберігається у соборі Святого Іоана Предтечі у Перемишлі. 
Ікона Архангела Михаїла XVI ст. з церкви Святої Параскеви зараз зберігається в Історичному музеї в місті Сянок.
В 1870 р. збудована нова дерев’яна церква Преп. М. Параскеви, була парафіяльною церквою Затварницького деканату (з 1924 р.  — Лютовиського деканату) Перемишльської єпархії УГКЦ, зараз зруйнована (затоплена водосховищем).

## Населення
- 1921 — 596 осіб (в 88 будинках):
  - 519 греко-католиків
  - 56 юдеїв
  - 21 римокатоликів
- 1991 — 12 осіб
- 2004 — 10 осіб

## Примусове переселення 1951року
У 1951 році, після обміну територіями, з села переселено 107 сімей (536 осіб).
До колгоспу ім. Леніна (Жовтневий район, Миколаївська область) насильно переселено 98 сімей.